# ATC kód A
ATC kód A je oddílem Anatomicko-terapeuticko-chemické klasifikace léčiv.
A. Trávicí ústrojí a metabolismus
- A01 Stomatologické přípravky
- A02 Antacida, antiulceróza a antiflatulencia
- A03 Antispasmodika, anticholinergika
- A04 Antiemetika, antinauseancia
- A05 Léky žlučových cest a jater
- A06 Laxancia
- A07 Antidiarrhoika, intestinální antiinfektiva
- A08 Přípravky proti obezitě včetně dietetik
- A09 Digestiva včetně enzymů
- A10 Antidiabetika
- A11 Vitaminy
- A12 Náhrady minerálních prvků
- A13 Prázdná hlavní terapeutická skupina (reklasifikace: prosinec 2008)
- A14 Anabolika pro systémové užití
- A15 Prázdná hlavní terapeutická skupina (reklasifikace: prosinec 2008)
- A16 Jiné přípravky ovlivňující trakt a metabolismus